# Пазурник звичайний
Пазурник звичайний, пазурник плоскоплодий (Caucalis platycarpos) — вид рослин з родини окружкових (Apiaceae), поширений у північно-західній Африці, Європі, західній і південно-західній Азії.

## Опис
Однорічна рослина, 10–40 см заввишки. Зонтики супротивні листками, без обгорток, з 3–5 жорсткими по верхньому краю променями; обгорточки з 3–5 ланцетних, на краю перетинчастих листочків. Плоди 8–12 мм довжиною, ребра його на верхівці з 1 рядом гачкуватих шипиків, довжина яких дорівнює діаметру плода.

## Поширення
Поширений у пн.-зх. Африці, Європі, зх. і пд.-зх. Азії.
В Україні вид зростає на засмічених місцях, узбіччях доріг — на півдні Лісостепу, в Степу і Криму; харчова рослина.